# 克萊西夫 (村落)
51°19′50″N 26°55′38″E / 51.33056°N 26.92722°E
克萊西夫（烏克蘭語：Клесів）是位於烏克蘭西部里夫內州的村落，由薩爾內區的克萊西夫市鎮管轄，始建於1880年，面積1.88平方公里，海拔高度157米，2001年人口1,492，人口密度每平方公里791.9人。